# 大島寛史
大島 寛史（おおしま ひろし、1949年8月 - ）は、日本の厚生官僚・国際公務員・生理学者（食品栄養科学・腫瘍生化学・がん予防学・がん分子疫学）。農学博士（東京大学・論文博士・1987年）。静岡県立大学名誉教授。
国立予防衛生研究所食品衛生部勤務を経て、国際がん研究機関内因性発がん要因部門部長、静岡県立大学食品栄養科学部教授、静岡県立大学食品栄養科学部学部長（第7代）などを歴任した。

## 来歴

### 生い立ち
1949年に生まれた。東京水産大学（のちの東京海洋大学）に進学し、水産学部の製造学科にて学ぶ。卒業後はそのまま東京水産大学の大学院に進学し、水産学研究科にて学んだ。1975年に同大学院の修士課程を修了した。なお、その後1987年になって、東京大学より農学博士の学位を取得している。博士論文の題は「Studies on carcinogenic N-nitroso compounds : analysis and occurrence in fishery products, and endogenous formation」 である。

### 研究者として
大学院修了後、厚生省の施設等機関のひとつである国立予防衛生研究所（のちの国立感染症研究所）に採用される。同研究所では食品衛生部に配属され、1979年まで務めた。同年、世界保健機関が所管する研究機関のひとつである国際がん研究機関にて勤務することになった。国際がん研究機関はフランスのローヌ＝アルプ地域圏ローヌ県に所在することから、自身もフランスに渡った。以来、国際がん研究機関にて2006年まで勤務した。1994年には、同機関の内因性発がん要因部門にて部長に就任した。また、それと並行して、国立がんセンター（のちの国立がん研究センター）の研究所にて、生化学部の客員研究員も兼任していた。
2006年に静岡県立大学に転じ、食品栄養科学部の教授に就任し、栄養生命科学科を担当した。また、同大学の大学院では、生活健康科学研究科の教授を兼務し、食品栄養科学専攻を担当した。2011年、中山勉の後任として、食品栄養科学部の学部長に就任した。また、2012年に生活健康科学研究科と薬学研究科が統合再編されたことにともない、新設された食品栄養環境科学研究院の教授を兼務することとなった。2015年3月付にて、静岡県立大学を定年退職した。同年6月1日]付で、静岡県立大学より名誉教授の称号が贈られた。

## 研究
専門は生理学や医学、生物学であり、食品栄養科学などの領域や、腫瘍生化学、がん予防学、がん分子疫学といった悪性新生物についての領域を研究している。具体的には、メタボリックシンドロームのバイオマーカーとして用いられる新たな酸化物の同定を行った。また、化学的な要因での悪性新生物の発生のメカニズムの解明に取り組んでいる。近年では、ヤマノイモのジオスゲニンなどを取り上げて研究している。それらの研究の成果は、アメリカ癌学会の『Cancer Prevention Research』など、多くの学術雑誌に発表している。なお、学術雑誌に関しては、『Cancer Science』の副編集長、『International Journal of Cancer』や『Asian Pacific Journal of Cancer Prevention』の編集会議のメンバーであった。また、一般紙において癌予防に効果的な生活習慣を啓蒙するコラムを寄稿するなど、一般のマスコミに登場する機会も多い。
学会活動としては、日本環境変異原学会、日本NO学会、日本癌学会などに所属している。一酸化窒素についての研究者が集う日本NO学会では、腫瘍学を担当する理事のひとりとして名を連ねている。また、日本環境変異原学会では評議員を務めている。

## 略歴
- 1949年 - 誕生。
- 1973年 - 東京水産大学水産学部卒業。
- 1975年 - 東京水産大学大学院水産学研究科修士課程修了。
- 1975年 - 国立予防衛生研究所食品衛生部勤務。
- 1979年 - 国際がん研究機関勤務。
- 1987年 - 東京大学より農学博士の学位を取得
- 1989年 - 国立がんセンター研究所生化学部客員研究員。
- 1994年 - 国際がん研究機関内因性発がん要因部門部長。
- 2006年 - 静岡県立大学食品栄養科学部教授。
- 2006年 - 静岡県立大学大学院生活健康科学研究科教授。
- 2011年 - 静岡県立大学食品栄養科学部学部長。
- 2012年 - 静岡県立大学大学院食品栄養環境科学研究院教授。
- 2015年 - 静岡県立大学名誉教授。

## 著作

### 共著
- 木苗直秀編著『健康と長寿への挑戦――食品栄養科学からのアプローチ』南山堂、2006年。ISBN 4525634014
- Yusuke Hiraku, Shosuke Kawanishi and Hiroshi Ohshima, Cancer and inflammation mechanisms : chemical, biological, and clinical aspects, Wiley, 2014. ISBN 9781118160305

### 編纂
- 永井竜児・大島寛史編著『基礎生化学 = Biochemistry――健康・疾病とのつながり』アイ・ケイコーポレーション、2013年。ISBN 9784874922958

## 関連人物
- 三好規之